# Europeiska fria alliansens ungdomsförbund
Europeiska fria alliansens ungdomsförbund (engelska: European Free Alliance Youth, EFAY) är ett ungdomsförbund till det europeiska partiet Europeiska fria alliansen (EFA). Det bildades år 2000 och består av olika ungdomsförbund som tillhör de medlemspartier som ingår i EFA. Ungdomsförbundet förespråkar minoritetsrättigheter och ökat självstyre eller fullständig självständighet för olika regioner runt om i Europa.